# Barry Award/Bester Thriller
Barry Award: Bester Thriller
Gewinner des Barry Awards in der Kategorie Bester Thriller (Best Thriller), die seit 2004 in Abgrenzung zu den Kategorien Bester Roman und Bester Taschenbuchroman das beste im Vorjahr in den USA oder Kanada erschienene Werk aus dem Thriller-Genre auszeichnet. 
| Jahr | Preisträger      | Romantitel             | Deutscher Titel                                         |
| ---- | ---------------- | ---------------------- | ------------------------------------------------------- |
| 2005 | Barry Eisler     | Rain Storm             | Tokio Killer – Der Verrat                               |
| 2006 | Joseph Finder    | Company Man            | Jobkiller                                               |
| 2007 | Daniel Silva     | The Messenger          | Das Terrornetz                                          |
| 2008 | Robert Crais     | The Watchman           |                                                         |
| 2009 | Brett Battles    | The Deceived           | Todesjagd                                               |
| 2010 | Jamie Freveletti | Running from the Devil | Lauf                                                    |
| 2011 | Deon Meyer       | 13 Hours               | Dreizehn Stunden                                        |
| 2012 | Thomas Perry     | The Informant          |                                                         |
| 2013 | Daniel Silva     | The Fallen Angel       | Das Attentat                                            |
| 2014 | Taylor Stevens   | The Doll               | Mission Munroe: Die Geisel                              |
| 2015 | Michael Koryta   | Those Who Wish Me Dead |                                                         |
| 2016 | Taylor Stevens   | The Mask               |                                                         |
| 2017 | Joseph Finder    | Guilty Minds           |                                                         |
| 2018 | Meg Gardiner     | UNSUB                  |                                                         |
| 2019 | Dan Fesperman    | Safe Houses            |                                                         |
| 2020 | Adrian McKinty   | The Chain              | The Chain – Durchbrichst du die Kette, stirbt dein Kind |
| 2021 | Thomas Perry     | Eddie’s Boy            |                                                         |